# 新化縣 (交阯)
新化縣，是明代交阯承宣布政使司鎮蠻府下轄的一個縣，後陷入安南，治所約在今越南太平省西北部興仁縣。

## 沿革
- 永樂五年六月癸未朔（1407年7月5日）置，隸鎮蠻府[2]。
- 永樂十三年五月八日（1415年6月14日），設新化縣之司剛江口楊舍社巡檢司[3]
- 永樂十三年八月二十三日（1415年9月25日），併鎮蠻府之新化縣入廷河縣[4]。
- 永樂十六年八月初二日（1418年9月1日），鎮蠻府新化縣之司罡江口楊舍社巡檢司隸廷河縣[5]。